# 存在巨鏈
存在鎖鏈（英語：Great chain of being），18世紀歐洲神學的概念，是自上而下萬物的分級。在「存在鎖鏈」中，上帝居首，其下有九個等級的天使，天使之下是人類，其下為動物、植物、礦物。鎖鏈中任何一環都不可上下移動，隨意移動位置會破壞整個宇宙的秩序條理，違反天意。